# Axel Wallengren
Sven Axel Olaus Wallengren (ursprungligen Svensson), född 26 januari 1865 i Lund, död 4 december 1896 i Berlin, var en svensk författare, poet och journalist. Wallengren är i dag ihågkommen som originell och stilbildande humorist under pseudonymen Falstaff, fakir.
Wallengren var bland mycket annat upphovsman till sagohäxan Pomperipossa, som dök upp första gången 1895 i barnboken ”Sagan om Pomperipossa med den långa näsan”.

## Biografi

### Familjebakgrund och uppväxt
Axel Wallengren kallades ursprungligen ömsom Mårtensson, ömsom Svensson. Han var äldsta barn till kronouppbördsmannen Mårten Svensson (1831–98) och dennes första hustru Olivia Wallengren (1842–1879), vars efternamn Axel och hans helsyskon senare antog. 
Fadern var bondson från Östra Tommarps socken, men hade blivit en betrodd man i staden Lund med många offentliga uppdrag. Modern var dotter till kyrkoherden i Trolle-Ljungby och Gualöv, Olof Petter Wallengren. Hon avled i tuberkulos 37 år gammal. Utöver äldste sonen Axel, då fjorton år, efterlämnade hon ytterligare nio barn, av vilka tre dog som små och ett fjärde i tonåren. 
Bland de av Axel Wallengrens syskon som nådde vuxen ålder är den mest kände den yngre brodern Sigfrid Wallengren (1876–1927), vilken blev professor i statskunskap. Av övriga syskon kan nämnas systern Tina (1874–1952), vilken liksom Axel också ägnade sig åt författarskap, och brodern Herman (1879–1949), som blev läkare i Landskrona. En kusin till syskonen Wallengren var zoologen Hans Wallengren, en annan tidningsredaktören Waldemar Bülow.
Två år efter hustruns död gifte Mårten Svensson om sig och fick ytterligare tre barn. Barnen i det första äktenskapet ska inte friktionsfritt ha kommit överens med sin styvmor. På det hela taget synes dock Axel Wallengrens uppväxt ha varit harmonisk.

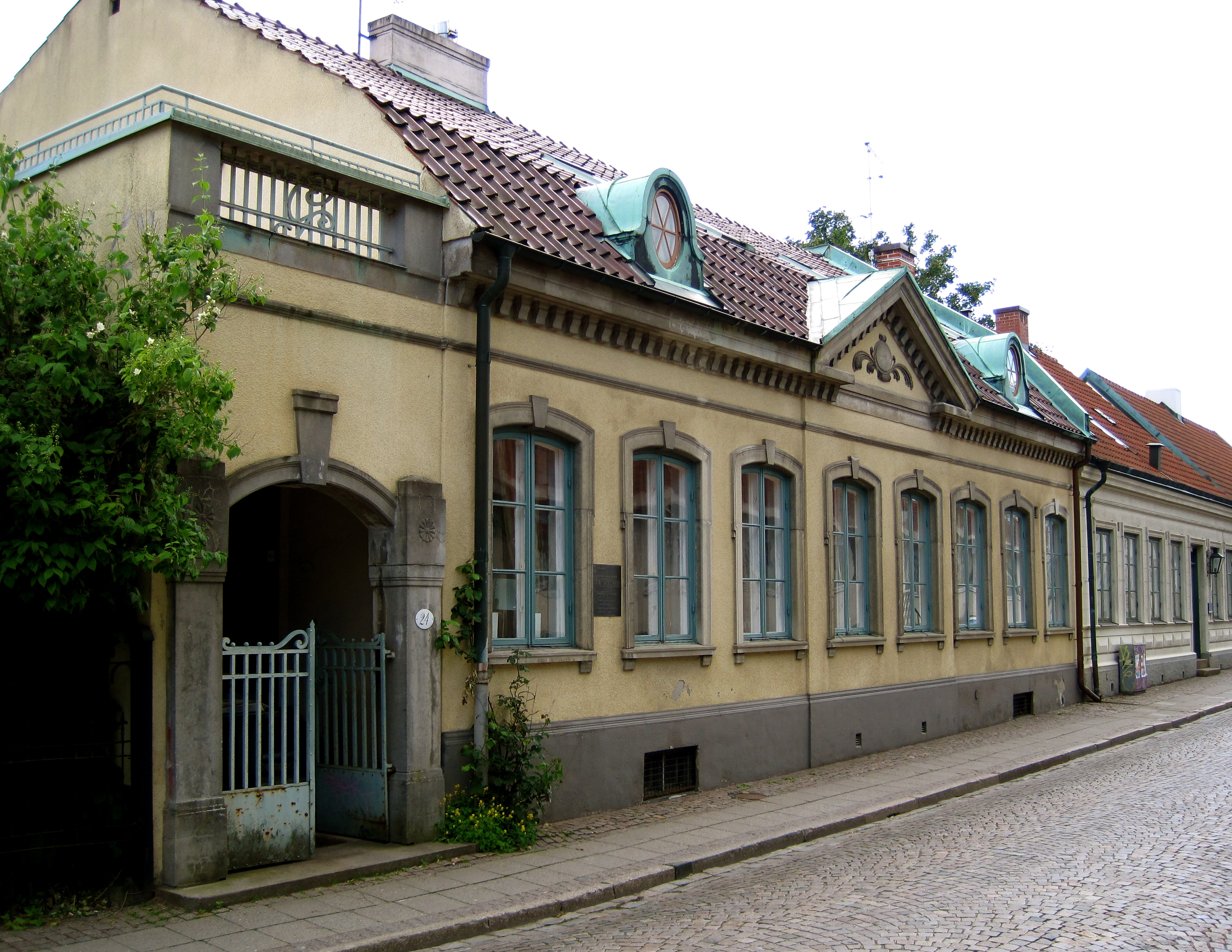
Det hus på Tomegapsgatan i Lund där Wallengren tillbringade merparten av sitt liv.

Familjen Svensson-Wallengren bodde ursprungligen på Spoletorp men flyttade 1876 till ett hus på Tomegapsgatan, där Axel Wallengren skulle tillbringa sina återstående år i Lund. Huset står alltjämt kvar och har senare bebotts av bland andra August Strindberg, Bengt Lidforss och Ragnar Josephson.
Wallengren gick till att börja med i Privata Elementarskolan men flyttade 1878 över till Katedralskolan. Där kom han att grundlägga sin livslånga vänskap med den blivande läkaren Paul Rosenius. Med honom och några andra likasinnade bildade Wallengren den litterära gymnasistföreningen "Vala", i vars tidning han publicerade några av sina första tryckta alster. Utöver litteratur intresserade sig Wallengren som ung mycket för botanik och Rosenius har i sin minnesbok Mitt gamla Lund (1952) berättat att han och Wallengren tillbringade mycken tid i Botaniska trädgården. Wallengren hade fallenhet för språk och historia medan han alltid skulle ha ett spänt förhållande till matematik.

### Studietiden
Wallengren tog studenten på Katedralskolan 1883 och inskrevs hösten samma år vid Lunds universitet. Med undantag för höstterminen 1884, då han verkade som informator vid godset Näs utanför Växjö, studerade han under de följande åren humaniora och avlade den 14 september 1886 en filosofie kandidatexamen omfattande ämnena latin, geologi, nordiska språk, praktisk filosofi, estetik och nyeuropeisk lingvistik. Han inskrevs nu, främst på faderns önskan, vid juridisk fakultet, men påbörjade inga omedelbara studier inom denna. I stället åkte han hösten 1886 på en längre studieresa utomlands, och efter kortare vistelser i Berlin, Dresden, Nürnberg och Genève tillbringade han hela våren 1887 i Paris, delvis i sällskap med kusinen Waldemar Bülow. Wallengren lät senare en del dagboksanteckningar från denna resa – under namnet "Nürnbergerskuggor" – ingå som ett prosaavsnitt i sin diktsamlingsdebut Bohème och idyll 1892.
Åter i Sverige genomgick Wallengren först sin värnplikt på exercisfältet Tvedöra hed, något han hjärtligt avskydde och i ett brev beskrev som att han "med mördarevapnet på nacken idiotiserade på en grå hed". Därefter återvände han till universitetet och till de av fadern önskade juridikstudierna. Hans studietakt skulle dock successivt avtaga samtidigt som hans engagemang i det lundensiska studentlivet ökade. Han var bland annat en drivande medlem i den radikala diskussionsklubben De unga gubbarna (DUG) och umgicks senare i dess informella efterföljare, det så kallade Tuakotteriet, där personer som Bengt Lidforss, Emil Kléen och Paul Rosenius fanns med. Wallengren var även i flera år sekreterare i Akademiska Föreningen samt inte minst en drivande kraft i kommittéerna bakom lundakarnevalerna 1888, 1890 och 1892. Wallengren medarbetade även under åren 1892–1895 i den lundensiska litterära kalendern Från Lundagård och Helgonabacken och i tidningen Jätten Finn där många av hans alster publicerades för första gången.

### Författarskapet
Wallengren utgav dels novellistiska och lyriska arbeten: Bohème och idyll (1892), En ensam (1893) och Mannen med två hufvuden (1895), dels, under signaturen Falstaff, fakir, burlesker och humoresker: En hvar sin egen professor (1894), En hvar sin egen gentleman (1894), och Lyckans lexikon (1896). Flera kortare "fakiriska" texter publicerades också i tidningen Söndags-Nisse där de stundtals illustrerades av Albert Engström. Hans novell "Ett svårskött pastorat" filmatiserades 1958. 
I Nordisk familjebok karaktäriseras Wallengrens författarskap enligt följande:
I hans novellistik finns det ypperliga idyller och starkt återgivna personprofiler; man skönjer hans frändskap och i viss mån beroende av Ola Hansson, J. P. Jacobsen och August Strindberg. Humoreskerna äger en originell, förbluffande teknik, något påminnande om Mark Twains. Hans poesi kan kännetecknas som skånska landskaps- och stämningsbilder, erotisk känslodikt och subjektiv reflexionspoesi.

### Journalistbanan
Wallengren verkade även som journalist i bland annat Stockholmstidningen och Aftonbladet. Det var som sistnämnda tidnings Berlinkorrespondent han 1896 avled i den tyska huvudstaden av miliartuberkulos. Han begravdes ursprungligen i en fattiggrav i Schöneberg i Berlin, men 1927 fördes hans stoft hem till Sverige genom bland annat kusinen Waldemar Bülows försorg och gravsattes den 19 augusti samma år på Norra kyrkogården i Lund. Hans efterlämnade papper finns på Lunds universitetsbibliotek.

### Originalutgåvor
Många av Wallengrens såväl seriösa som humoristiska texter publicerades ursprungligen som enstaka bidrag i dags- och skämttidningar, tidskrifter och litterära kalendrar. Nedanstående bibliografi tar endast upp hela böcker med Wallengren som ensam eller huvudförfattare:
- 1892 – Bohème och idyll (diktsamling)
- 1893 – En ensam (kortroman)
- 1894 – En hvar sin egen professor (humorbok)
- 1894 – En hvar sin egen gentleman (humorbok)
- 1895 – Mannen med två hufvuden (novellsamling)
- 1896 – Lyckans lexikon (humorbok)
- 1896 – Jeder sein eigener Professor (tysk bearbetning av En hvar sin egen professor)
- 1984 – Brev från Berlin (postum samling av Wallengrens artiklar som Aftonbladets Berlinkorrespondent; med inledning av Nils Palmborg)

Vid sin död 1896 hade Wallengren färdigställt merparten av manuskriptet till en fjärde humorbok, betitlad Tripp till världens ända. Detta ofullbordade verk utgavs första gången 1945 av Simon Bengtsson i samlingsvolymen Falstaff Fakirs bästa (se nedan).

### Samlingsutgåvor (urval)
- 1901 – Ur Axel Wallengrens skrifter (med förord av August Strindberg och Paul Rosenius)
- 1923–1924 – Samlade skrifter, 5 band (utgivna och med inledning av Hans Küntzel)
- 1945 – Falstaff Fakirs bästa, 2 band (utgivna av Hans Küntzel och Simon Bengtsson; band 1 innehåller åtskilligt tidigare opublicerat material)
- 1956 – Falstaff Fakirs Vitterlek (utgiven av Hans Küntzel, med illustrationer av Poul Ströyer; många senare utgåvor)
- 1965 – Huru jag blev fakir och andra berättelser (med illustrationer av Albert Engström och Arthur Sjögren)
- 1989 – Julestuga (utgiven av K. Arne Blom)

Sedan 1982 förvaltas Wallengrens litterära arv inte minst av det litterära sällskapet Fakirensällskapet med bas i Lund. Sällskapet utgiver årsskriften Fakirenstudier med olika uppsatser och artiklar om Wallengren, hans verk och hans tid.

### Digitaliserade utgåvor
- En hvar sin egen professor eller Allt menskligt vetande i sammandrag. Lund: Bülow. 1894. Libris 18150996. http://hdl.handle.net/2077/54590
- En hvar sin egen gentleman : oumbärlig handbok i fara och frid : flera delar i 1 band. Stockholm: Seligman. 1894. Libris 22198650. http://hdl.handle.net/2077/54881

## Galleri

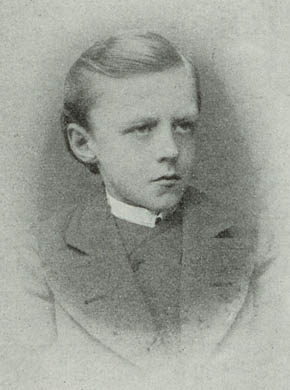
Axel Wallengren (som då ännu hette Svensson) som barn
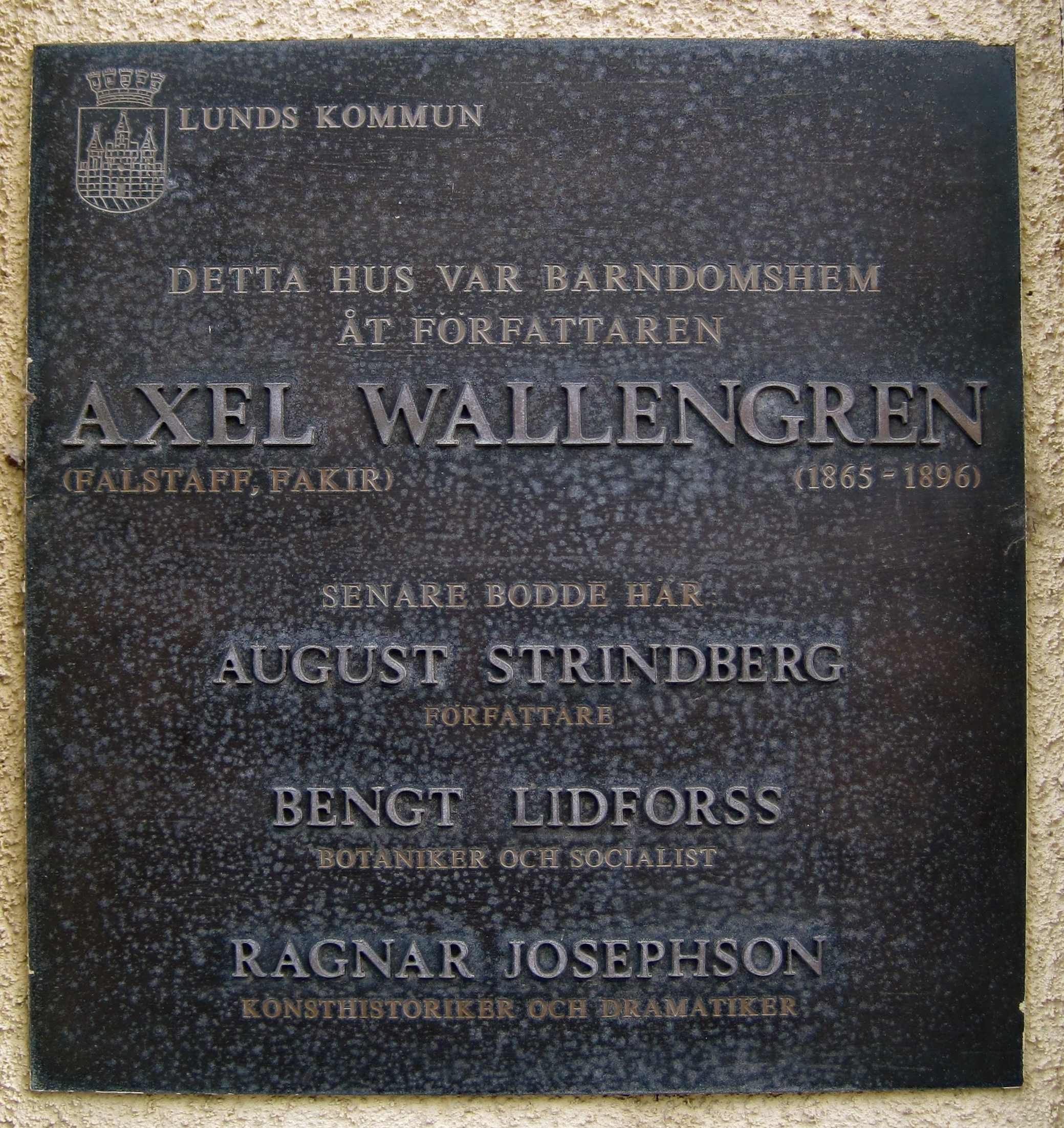
Minnesplakett på Wallengrens barndomshem
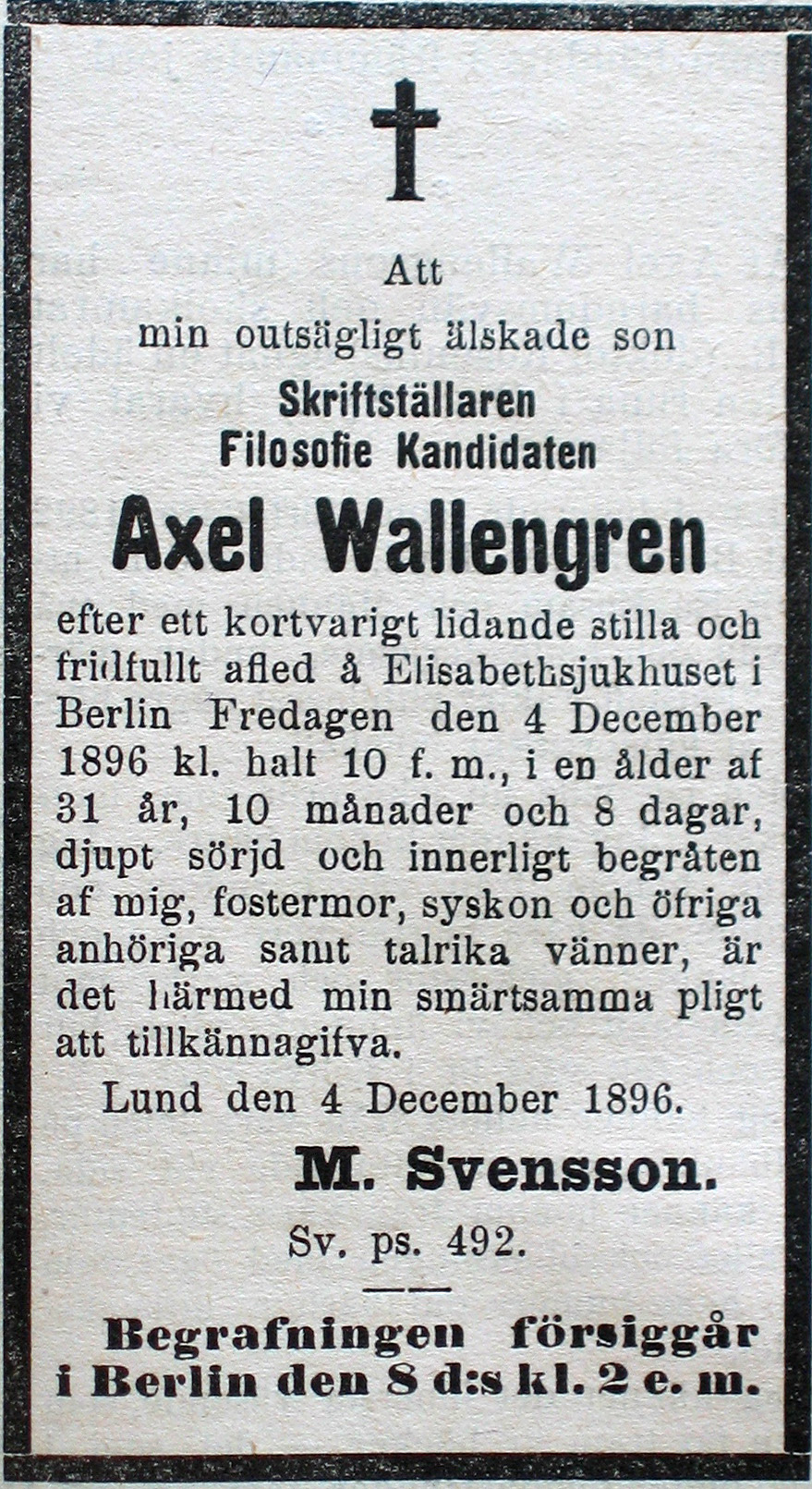
Wallengrens dödsannons i Folkets Tidning 7 december 1896
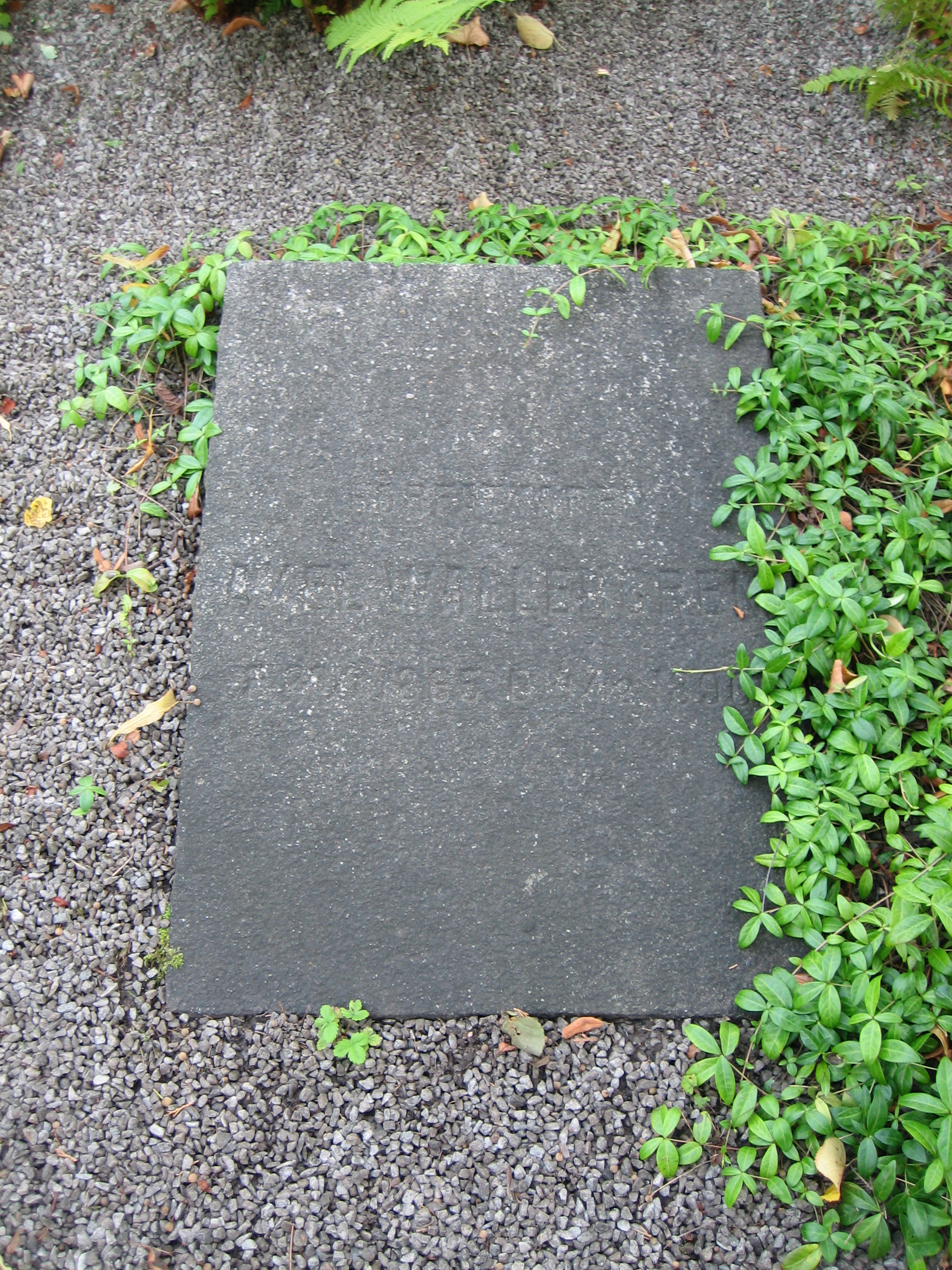
Axel Wallengrens gravsten på Norra kyrkogården i Lund